# Relations entre l'Allemagne et le Cameroun
Les relations entre l'Allemagne et le Cameroun sont qualifiées de « bonnes » par le ministère allemand des Affaires étrangères. Les deux pays ont une longue histoire commune et le Cameroun a été une colonie de l'Allemagne de 1884 à 1918. En raison également de l'engagement allemand dans la coopération au développement, l'Allemagne est aujourd'hui « perçue positivement » dans le pays.

## Histoire

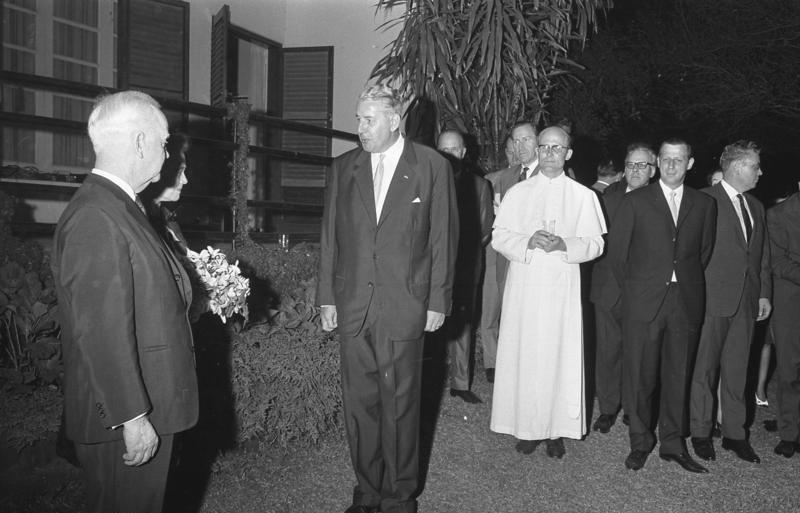
Le président ouest-allemand Heinrich Lübke au Cameroun en 1963.

La présence allemande au Cameroun remonte au 19e siècle. En 1861, l'explorateur britannique Richard Francis Burton et le botaniste allemand Gustav Mann sont les premiers Européens à gravir le mont Cameroun. Quelques années plus tard, la maison de commerce Adolph Woermann s'installe à Douala. En 1884, les compagnies coloniales Jantzen & Thormählen et Woermann concluent un pacte d'assistance mutuelle avec les dirigeants locaux et la colonie allemande du Kamerun est créée. Gustav Nachtigal devient le premier Reichskommissar chargé du territoire, et un corps expéditionnaire allemand réprime le soulèvement populaire qui s'ensuit. L'intérieur du pays est progressivement exploré et soumis, et des commerçants et missionnaires allemands s'installent dans la colonie. En 1902, Hans Dominik conquiert le nord du Cameroun après avoir vaincu l'émirat d'Adamaoua. En 1911, le traité Maroc-Congo élargit la colonie pour y inclure le territoire du Neukamerun. Aujourd'hui, le territoire du Neukamerun fait partie du Tchad, de la République centrafricaine, de la République du Congo et du Gabon.
La colonie du Kamerun était la plus productive économiquement des colonies de l'Empire allemand. À cette fin, la population était exploitée et un système d'économie de plantation était mis en place. La colonie fournissait du caoutchouc, de l'ivoire, du cacao, de l'huile de palme et de l'huile de palmiste à la Métropole et recevait en retour de l'Allemagne de l'huile de friture et des armes. Dans l'ensemble, cependant, le commerce avec les colonies restait d'une importance secondaire pour l'Empire allemand par rapport au commerce avec ses pays voisins plus développés. Après la défaite de l'Allemagne lors de la Première Guerre mondiale, la colonie a été divisée entre le Royaume-Uni et la France.
Une ambassade d'Allemagne de l'Ouest au Cameroun a été établie en 1960, année de l'indépendance du pays, et trois ans plus tard, Heinrich Lübke a visité l'État africain. Après la fin de la doctrine Hallstein en 1973, le Cameroun a également établi des relations diplomatiques avec l'Allemagne de l'Est. Pour le Cameroun, l'Allemagne de l'Ouest est devenue un important donateur d'aide au développement. Des visites d'État des présidents camerounais Ahmadou Ahidjo et Paul Biya en Allemagne de l'Ouest ont eu lieu en 1963 et 1986, respectivement. En 1987, Helmut Kohl est devenu le premier chancelier allemand à se rendre au Cameroun.

## Relations économiques
Les relations économiques entre l'Allemagne et le Cameroun sont encore peu développées et peu d'entreprises allemandes investissent dans le pays en raison des conditions difficiles qui y règnent. Le volume du commerce bilatéral en 2021 s'est élevé à 206 millions d'euros, l'Allemagne ayant importé pour 82 millions d'euros de marchandises du pays et fourni pour 124 millions d'euros de marchandises en retour. Ainsi, le commerce avec le Cameroun montre peu d'importance pour le commerce extérieur allemand.

## Aide au développement
Pour le Cameroun, l'Allemagne est le pays donateur le plus important en matière d'aide au développement. Entre 2017 et 2019, l'aide s'est élevée à plus de 100 millions d'euros. Les organisations allemandes de développement dans le pays comprennent, outre les ONG et les fondations privées, la Deutsche Gesellschaft für Internationale Zusammenarbeit (GIZ), la Kreditanstalt für Wiederaufbau (KfW), la Société allemande d'investissement (DEG), l'Institut fédéral des géosciences et des ressources naturelles (BGR), le Service civil pour la paix (ZFD), le Senior Expert Service (SES), la Diakonie Deutschland, Brot für die Welt et la Sparkassenstiftung, qui soutiennent des projets dans le pays.
La coopération au développement conjointe se concentre sur la « décentralisation et la bonne gouvernance », la « durabilité de l'utilisation des ressources » et le « développement rural ». En outre, l'Allemagne contribue à la mise en place du système de santé du pays et à la gestion des flux de réfugiés en provenance des pays voisins.

## Culture et éducation
Les liens culturels entre le Cameroun et l'Allemagne sont étroits, et il existe de nombreux liens entre associations et organisations de la société civile, ainsi que des partenariats entre congrégations religieuses des deux pays. L'Institut Goethe possède une antenne dans le pays. La science et la technologie allemandes ont une bonne réputation dans le pays, et près de 2000 professeurs enseignent la langue allemande à près de 200 000 étudiants dans le pays, ce qui fait de l'allemand la deuxième langue étrangère la plus populaire dans le pays. L'Office allemand d'échanges universitaires (DAAD) et la Fondation Alexander von Humboldt soutiennent les échanges universitaires. Avec près de 7000 étudiants (2019), les étudiants camerounais constituent le plus grand groupe d'étudiants internationaux d'Afrique en Allemagne.

## Migration
En 2021, 27 545 Camerounais vivaient en Allemagne. Plus d'un tiers des Camerounais en Allemagne sont des étudiants qui étudient à l'étranger. De leur côté, environ 600 à 700 ressortissants allemands vivaient au Cameroun, qui travaillent souvent dans les affaires ou l'aide au développement.

## Sports

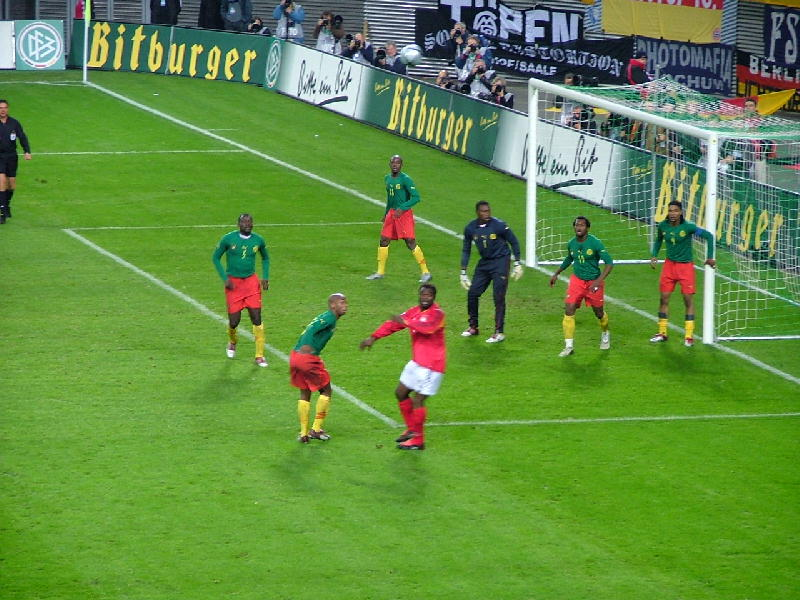
L'équipe du Cameroun de footaball et l'équipe d'Allemagne de football s'affrontant dans un match amical au Zentralstadion le 17 novembre 2004.

L'équipe du Cameroun de football est l'une des équipes nationales les plus performantes d'Afrique et a été entraînée à plusieurs reprises par des managers allemands. Parmi eux, Peter Schnittger (1970-1973), Winfried Schäfer (2001-2004), Otto Pfister (2007-2009) et Volker Finke (2013-2015). Lors de la Coupe du monde 2002, l'équipe camerounaise entraînée par Winfried Schäfer a affronté l'Allemagne en phase de groupe. L'Allemagne s'est imposée 2-0 et s'est qualifiée pour la phase à élimination directe.
Les footballeurs camerounais qui ont été actifs dans le football allemand comprennent Pierre Womé, Rigobert Song, Serge Branco et Timothée Atouba. Il existe de nombreux footballeurs germano-camerounais de renom, dont certains ont également joué dans l'une ou l'autre, voire les deux équipes nationales, comme Eric Maxim Choupo-Moting, Joël Matip, Armel Bella-Kotchap, Marcel Ndjeng et Youssoufa Moukoko. L'ancienne footballeuse Célia Šašić était d'origine camerounaise du côté de son père et a été nommée deux fois footballeuse de l'année (2012 et 2015).

## Missions diplomatiques
- L'Allemagne a une ambassade à Yaoundé[6].
- Le Cameroun a une ambassade à Berlin[7].